# Bruce Pandolfini
Bruce Pandolfini (ur. 17 września 1947) – amerykański szachista, dziennikarz, nauczyciel oraz autor książek o tematyce szachowej. Sportretowany w filmie Szachowe dzieciństwo  (ang. Searching for Bobby Fischer, 1993), opartym na dzieciństwie Josha Waitzkina i nawiązującym do kariery mistrza świata Bobby Fischera. Pandolfini mieszka w Nowym Jorku, jego podopiecznymi był Joshua Waitzkin, Jeff Sarwer, a także Fabiano Caruana – jeden z najmłodszych arcymistrzów na świecie. Posiada tytuł mistrza krajowego (ang. National Chess Master), jest również redaktorem kolumny w szachowym magazynie Chess Life.

## Wybrane publikacje
- Pandolfini's Endgame Course : Basic Endgame Concepts Explained By America's Leading Chess Teacher
- Chess Openings: Traps and Zaps
- More Chess Openings Traps and Zaps 2
- Pandolfini's Ultimate Guide to Chess
- Weapons Of Chess
- Every Move Must Have a Purpose: Nos dice como los principios del ajedrez se pueden aplicar facilmente y con lógica a otras situaciones de la vida personal ó laboral
- The Winning Way
- The ABCs of Chess
- Bobby Fischer's Outrageous Chess Moves